# Belmont (Grenadinen)
Belmont ist eine Siedlung auf der Insel Bequia, die zum Staat St. Vincent und die Grenadinen gehört.

## Geographie
Der Ort liegt an der Westküste der Insel, direkt südlich im Anschluss an die Hafenstadt Port Elizabeth in der Admiralty Bay. Im Süden schließt sich Retreat an.
Ein Touristenziel ist der Belmont Board Walk zwischen Belmont Beach und Princess Point. Vor der Küste liegt das Riff Belmont Shoal.